# Almindelig delfin
Almindelig delfin (Delphinus delphis), også kaldet kortnæbbet almindelig delfin, er en pattedyrart i slægten Delphinus. Den forekommer i have over hele verden. Den betragtedes frem til 1990'erne som den eneste art i slægten almindelige delfiner (Delphinus), men langnæbbet almindelig delfin (Delphinus capensis) regnes nu som en selvstændig art.

## Systematik og udbredelse

### Systematik
Almindelig delfin blev første gang videnskabeligt beskrevet af Linné i 1758. Frem til 1994 betragtedes den som eneste art i slægten almindelige delfiner (Delphinus). Nu skelnes mellem to arter i slægten, almindelig delfin og langnæbbet almindelig delfin (D. capensis). Den sidstnævnte er generelt noget større og har et mere langstrakt næb end almindelig delfin. Den taksonomiske status for den tydeligt mere kortnæbbede population i Sortehavet er uklar, men behandles i dag som en underart af almindelig delfin.

### Underarter
Almindelig delfin opdeles i to underarter:
- D. d. delphis - Størstedelen af verdenspopulationen
- D. d. ponticus - endemisk for Sortehavet

### Udbredelse
Almindelig delfin forekommer i flere tropiske og tempererede havområder i Atlanterhavet og Stillehavet. Regelmæssigt forekommer den i randhave som det Okhotske Hav og det Japanske Hav, og subpopulationer forekommer i Middelhavet og Sortehavet. Den er også observeret i dele af de Indiske ocean, udfor det sydøstlige Afrika og sydlige Australien. Tidligere observationer i andre dele af det Indiske ocean og udfor Taiwan menes i dag at have været langnæbbet almindelig delfin. Arten ses både nær kysten og flere tusind kilometer fra kontinentalsoklen.

### Forekomst i Danmark
Almindelig delfin forekommer i Nordsøen og går sjældnere ind i Skagerrak. Den observeres meget sjældent i Østersøen. I danske farvande findes arten sandsynligvis permanent i et lille antal og periodisk i større antal i forbindelse med øget indstrømning af atlantisk vand til Østersøen.

## Udseende
Almindelig delfin er en middelstor delfin. Med en kropslængde på mellem 160 og 200 centimeter samt en vægt mellem 70 og 235 kilogram er den mindre end det mere kendte øresvin. Kun få individer når en vægt på de nævnte 235 kg, mere almindelig er op til 110 kg. Hanner er normalt længere og tungere end hunner. Kroppen er på oversiden sort og på bugen hvid. På hver side af kroppen har dyret timeglasformede markeringer som i den forreste del er lysegrå til gullig mens den bageste del er mørkegrå. Næbbet er langstrakt, men ikke lige så langt som hos langnæbbet almindelig delfin. I hver kæbehalvdel findes 50 til 60 små tænder af ens udseende.

## Levevis
Arten er meget social og lever ofte i flokke med hundredvis eller undertiden tusindvis af individer. De kan danne blandede grupper, for eksempel med grindehvaler. De kan ride på bovbølgen fra skibe. Med en hastighed på op til 60 km/t er de hurtige svømmere og de udfører ofte spring eller andre akrobatiske bevægelser.
Føden udgøres af mange forskellige fisk og blæksprutter. Delfinen dykker til en dybde på op til 200 meter.
Hunnerne er normalt drægtige i 10 til 11 måneder. Herefter fødes sædvanligvis en enkelt kalv som er 70 til 100 cm lang og vejer omkring 10 kg. I Sortehavet dier kalven oftest 5 til 6 måneder, men i andre regioner afvænnes kalven senere, undertiden først efter 19 måneder. Mellem to fødsler går der i Sortehavet sædvanligvis et år. For andre populationer er intervallet længere, op til tre år i det østlige Stillehav. Hvornår ungerne bliver kønsmodne beror ligeledes på udbredelsesområdet. Hunner bliver generelt kønsmodne efter 2 til 7 år og hanner efter 3 til 12 år.
De ældst kendte individer blev 35 år gamle og gennemsnitsalderen i Sortehavet ligger på 22 år.

## Status og trusler
Den almindelige delfin havner ofte i fiskeredskaber, hvor den drukner. I dele af udbredelsesområdet trues arten af fødemangel på grund af overfiskning, giftudslip i havet eller temperaturændringer. Mellem 1946 og 1983 nedlagdes cirka 840.000 individer ved jagt i Sortehavet. Andre lokale nedgange i bestanden skyldtes sandsynligvis sygdom. Trods disse lokale trusler betragtes hele populationen på grund af det store udbredelsesområde som Ikke truet (LC). IUCN skønner, at hele bestanden er på omkring fire millioner individer.
Populationen i Middelhavet er listet i appendiks I af Bonn-konventionen. Bestanden i Nordsøen, Sortehavet og i tropiske dele af Stillehavet er listet i appendiks II. Listning i appendiks I betyder, at populationen er kategoriseret som udrydningstruet. Konventionens medlemmer stræber mod en streng beskyttelse af disse dyr. Listning i appendiks II betyder, at deres status er utilfredsstillende og at dyrene kan have nytte af skræddersyede internationale aftaler som forbedrer beskyttelsen.